# 龍霖
龍霖（1422年—？），字用謨，江西贛州府信豐縣人，民籍，明朝政治人物。進士出身。

## 生平
江西鄉試第十九名。景泰五年（1454年）甲戌科會試第一百□□□名，殿試登進士第三甲第一百四十名。

## 家族
曾祖龍伯韶。祖父龍彥琛。父亲龍孟鐸。